# Modello IS-LM
Il modello IS-LM è una rappresentazione sintetica del pensiero economico keynesiano, così come interpretato dalla sintesi neoclassica. La sigla sta per le parole inglesi Investment Saving - Liquidity Money ovvero Investimento Risparmio - Liquidità Denaro. Ha lo scopo di rappresentare insieme il settore reale (IS) e quello monetario (LM).

## Descrizione

### Introduzione
Nel 1936 l'economista inglese John Maynard Keynes diede alle stampe l'importante Teoria generale dell'occupazione, dell'interesse e della moneta che rimase per almeno trent'anni la più importante opera economica a occuparsi di temi macroeconomici. Nel 1937 sir John Richard Hicks formalizzò il sistema keynesiano elaborando uno schema che considera congiuntamente gli aspetti reali e monetari. Questi elaborò due curve che chiamò IS-LL, che subirono successive rielaborazioni nel dopoguerra, diventando le curve IS-LM (investment-saving, investimento-risparmio; liquidity-money, liquidità-denaro).
Si parla di schema delle curve IS-LM o della sintesi neoclassica-keynesiana, poiché il modello IS-LM unisce la rappresentazione del settore reale (curva IS) con quella del settore monetario (LM). Oggi lo schema è completato dalle curve AD-AS (domanda aggregata-offerta aggregata).
L'equilibrio generale macroeconomico si ha quando i due mercati sono simultaneamente in equilibrio, vale a dire quando nel settore reale la domanda aggregata è uguale all'offerta aggregata e quando nel settore monetario la domanda di moneta è uguale all'offerta di moneta. L'equilibrio è simultaneo in quanto i due mercati presentano variabili comuni, e dunque essi sono interdipendenti.

### Statica comparata del modello IS-LM
Immaginiamo che nel nostro sistema economico tutte le attività si suddividano in 2 categorie: quelle che maturano interessi dette "titoli" e quelle che non fruttano alcun interesse dette "moneta".
La domanda di moneta è la quantità di moneta di cui hanno bisogno le famiglie per provvedere agli acquisti e per fronteggiare imprevisti. Essa cresce con l'aumentare del PIL; infatti, se il PIL cresce aumenta la necessità di moneta da parte delle famiglie per effettuare le proprie transazioni, mentre decresce con l'aumentare del tasso di interesse dei titoli perché le famiglie riterranno più conveniente investire in titoli piuttosto che possedere moneta.
La domanda di moneta L quindi è una funzione differenziabile nelle 2 variabili Y ed r essendo Y il PIL ed r il tasso di interesse. Essendo L(Y,r) crescente in Y e decrescente in r risulta:
{\displaystyle L_{Y}={\dfrac {\delta L(Y,r)}{\delta Y}}>0}
e
{\displaystyle L_{r}={\dfrac {\delta L(Y,r)}{\delta r}}<0}
Inoltre poiché gli agenti economici possono detenere esattamente la quantità di moneta offerta dalla Banca centrale allora l'offerta di moneta m deve eguagliare la domanda di moneta L pertanto:
{\displaystyle L(Y,r)=m}
Poiché sono soddisfatte le ipotesi del teorema delle funzioni implicite o di Dini esiste un intorno di una coppia {\displaystyle (Y_{*},r_{*})} e una funzione {\displaystyle Y=f(r)} soluzione di {\displaystyle L(Y,r)=m} e risulta:
{\displaystyle {\dfrac {dY}{dr}}=-{\dfrac {L_{r}(Y,r)}{L_{Y}(Y,r)}}>0}
quindi se il tasso di interesse cresce, deve crescere il PIL affinché la domanda di moneta continui ad eguagliare l'offerta di moneta. Quando il tasso di interesse cresce, L decresce in r ma cresce in Y quindi se cresce r e cresce anche il PIL e viceversa l'equilibrio tra domanda e offerta di moneta si mantiene.
Secondo l'ipotesi keynesiana l'investimento in titoli delle famiglie (risparmio S) non dipende solo dal tasso di interesse ma anche dal livello del reddito (PIL) pertanto S = sY dove s è la propensione marginale al risparmio con {\displaystyle 0<s<1}. I titoli delle famiglie possono finanziare o l'investimento delle aziende I oppure la spesa pubblica dello Stato G pertanto:
{\displaystyle sY=I(r)+G}
La funzione I è decrescente in r infatti maggiore è il tasso di interesse, minore saranno i prestiti nel mercato dei capitali.
Essendo soddisfatte anche in tal caso le ipotesi del teorema delle funzioni implicite relativamente alla funzione a 2 variabili H(Y,r):=sY-I(r) risulta:
{\displaystyle {\dfrac {dY}{dr}}={\dfrac {\frac {dI}{dr}}{s}}<0}
quindi affinché i risparmi continuino ad eguagliare la spesa pubblica e la spesa per investimenti se cresce r deve decrescere Y e viceversa.
Ora considerato il sistema dato dalle 2 funzioni implicite sopra indicate dove Y ed r si considerano variabili endogene ed m, G esogene:
{\displaystyle {\begin{array}{l}(1)\quad L(Y,r)=m\\(2)\quad H(Y,r)=sY-I(r)=G\end{array}}}
poiché le 2 funzioni L ed H sono differenziabili e il determinante:
{\displaystyle det(J)=\left\vert {\begin{array}{cr}{\dfrac {\delta H}{\delta Y}}&{\dfrac {\delta H}{\delta r}}\\{\dfrac {\delta L}{\delta Y}}&{\dfrac {\delta L}{\delta r}}\end{array}}\right\vert =\left\vert {\begin{array}{cr}s&-{\dfrac {dI}{dr}}\\L_{Y}(Y,r)&L_{r}(Y,r)\end{array}}\right\vert \neq 0}
si può applicare il teorema di invertibilità locale delle funzioni allora esistono 4 valori
{\displaystyle Y_{*},r_{*},G_{*}=H(Y_{*},r_{*}),m_{*}=L(Y_{*},r_{*})}
tali che valga questa uguaglianza:
{\displaystyle \left({\begin{array}{cr}s&-{\dfrac {dI(r_{*})}{dr}}\\L_{Y}(Y_{*},r_{*})&L_{r}(Y_{*},r_{*})\end{array}}\right)\left({\begin{array}{cr}dY\\dr\end{array}}\right)=\left({\begin{array}{cr}dG\\dm\end{array}}\right)}
Calcolando la matrice inversa di J e risolvendo il sistema si ottiene:
{\displaystyle {\begin{array}{l}(3)\quad dY={\dfrac {L_{r}(Y_{*},r_{*})}{sL_{r}(Y_{*},r_{*})+{\dfrac {dI(r_{*})}{dr}}L_{Y}(Y_{*},r_{*})}}dG+{\dfrac {\dfrac {dI(r_{*})}{dr}}{sL_{r}(Y_{*},r_{*})+{\dfrac {dI(r_{*})}{dr}}L_{Y}(Y_{*},r_{*})}}dm\\(4)\quad dr={\dfrac {-L_{Y}(Y_{*},r_{*})}{sL_{r}(Y_{*},r_{*})+{\dfrac {dI(r_{*})}{dr}}L_{Y}(Y_{*},r_{*})}}dG+{\dfrac {s}{sL_{r}(Y_{*},r_{*})+{\dfrac {dI(r_{*})}{dr}}L_{Y}(Y_{*},r_{*})}}dm\end{array}}}
Essendo nell'equazione 3) i termini che moltiplicano dG e dm tutti positivi, mentre nell'equazione 4) uno positivo e l'altro negativo esistono 8 possibilità di politica fiscale e monetaria: 
1. Se aumenta l'offerta di moneta della Banca centrale ed aumenta la spesa pubblica di sicuro aumenta il PIL ma non si può dire nulla sulla variazione del tasso di interesse.
2. Se aumenta l'offerta di moneta e diminuisce la spesa pubblica di sicuro il tasso di interesse diminuisce ma nulla si può dire sulla variazione del PIL.
3. Se diminuisce sia la spesa pubblica che l'offerta di moneta di sicuro diminuisce il PIL ma nulla si può dire sulla variazione del tasso di interesse.
4. Se diminuisce l'offerta di moneta ed aumenta la spesa pubblica il tasso di interesse aumenta ma nulla si può dire sulla variazione del PIL.
5. Se non c'è variazione di offerta di moneta e la spesa pubblica aumenta, aumentano sia il PIL che il tasso di interesse.
6. Se non c'è variazione di offerta di moneta e diminuisce la spesa pubblica diminuisce sia il PIL che il tasso di interesse.
7. Se non c'è variazione di spesa pubblica ma aumenta l'offerta di moneta il Pil aumenta ma il tasso di interesse diminuisce.
8. Se non c'è variazione di spesa pubblica e diminuisce l'offerta di moneta il Pil diminuisce ma il tasso di interesse aumenta.

### Dinamica del modello IS-LM nel dominio del tempo
Dopo avere valutato la statica comparata del Modello IS-LM è opportuno valutarne anche la dinamica. In particolare è possibile valutare in che modo variano in funzione del tempo il PIL Y e il tasso di interesse r, che costituiscono le nostre variabili di stato, a partire da uno stato iniziale prestabilito sotto l'effetto di un prestabilito ingresso nel sistema costituito dalla spesa pubblica G e dall'offerta di moneta m della Banca Centrale.
Poiché il PIL cresce quando la domanda (spesa pubblica più investimenti) supera i risparmi e il tasso di interesse cresce quando la domanda di moneta supera l'offerta si ha :
{\displaystyle {\frac {\mathrm {d} Y}{\mathrm {d} t}}=\varphi _{1}{\Big (}-sY(t)+G(t)+I{\big (}r(t){\big )}{\Big )}\quad {\mbox{con}}\quad {\frac {\mathrm {d} \varphi _{1}}{\mathrm {d} t}}>0\quad \varphi _{1}(0)=0}
{\displaystyle {\frac {\mathrm {d} r}{\mathrm {d} t}}=\varphi _{2}{\big (}L(Y(t),r(t))-m(t){\big )}\quad {\mbox{con}}\quad {\frac {\mathrm {d} \varphi _{2}}{\mathrm {d} t}}>0\quad \varphi _{2}(0)=0}
Riscrivendo il sistema in forma lineare si ha
{\displaystyle {\frac {\mathrm {d} Y}{\mathrm {d} t}}=\varphi _{1}{\big (}-sY(t)+G(t)-br(t){\big )}}
{\displaystyle {\frac {\mathrm {d} r}{\mathrm {d} t}}=\varphi _{2}{\big (}kY(t)-\sigma r(t)-m(t){\big )}}
Applicando la definizione di stato stazionario di un sistema dinamico si ha che nel caso specifico esso risulti uguale alla coppia {\displaystyle (Y_{*},r_{*})} tale che :
{\displaystyle {\frac {\mathrm {d} Y}{\mathrm {d} t}}=\varphi _{1}(-sY_{*}+G-br_{*})=0}
{\displaystyle {\frac {\mathrm {d} r}{\mathrm {d} t}}=\varphi _{2}(kY_{*}-\sigma r_{*}-m)=0}
Essendo le funzioni {\displaystyle \varphi _{1}}, {\displaystyle \varphi _{2}} lineari e crescenti in base alle ipotesi allora esistono le loro rispettive funzioni inverse e si ha :
{\displaystyle -s\varphi _{1}(Y_{*})+\varphi _{1}(G)-b\varphi _{1}(r_{*})=0}
{\displaystyle k\varphi _{2}(Y_{*})-\sigma \varphi _{2}(r_{*})-\varphi _{2}(m)=0}
e quindi :
{\displaystyle -sY_{*}+G-br_{*}=\varphi _{1}^{-1}(0)=0}
{\displaystyle kY_{*}-\sigma r_{*}-m=\varphi _{2}^{-1}(0)=0}
Risolvendo il sistema si ottiene lo stato stazionario :
{\displaystyle Y_{*}={\frac {\sigma G+bm}{s\sigma +bk}}}
{\displaystyle r_{*}={\frac {kG-sm}{s\sigma +bk}}}
Posto :
{\displaystyle Y_{1}(t):=Y(t)-Y_{*}}
e
{\displaystyle r_{1}(t):=r(t)-r_{*}}
per la linearità delle 2 funzioni si ha :
{\displaystyle {\frac {\mathrm {d} Y_{1}}{dt}}=\varphi _{1*}{\big (}-sY_{1}(t)+G(t)-br_{1}(t){\big )}}
{\displaystyle {\frac {\mathrm {d} r_{1}}{\mathrm {d} t}}=\varphi _{2*}{\big (}kY_{1}(t)-\sigma r_{1}(t)-m(t){\big )}}
Applicando la formula di Taylor alle funzioni {\displaystyle \varphi _{1*}}, {\displaystyle \varphi _{2*}} si ha :
{\displaystyle {\frac {\mathrm {d} Y_{1}}{dt}}=-sY_{1}(t)+G(t)-br_{1}(t)}
{\displaystyle {\frac {\mathrm {d} r_{1}}{\mathrm {d} t}}=kY_{1}(t)-\sigma r_{1}(t)-m(t)}
che si può scrivere nella forma:
{\displaystyle \left({\begin{array}{c}{\frac {\mathrm {d} Y_{1}(t)}{\mathrm {d} t}}\\{\frac {\mathrm {d} r_{1}(t)}{\mathrm {d} t}}\end{array}}\right)=\left({\begin{array}{cc}-s&-b\\k&-\sigma \end{array}}\right)\left({\begin{array}{c}Y_{1}(t)\\r_{1}(t)\end{array}}\right)+\left({\begin{array}{c}G(t)\\-m(t)\end{array}}\right)}
Calcolando gli autovalori e gli autovettori della matrice :
{\displaystyle A:=\left({\begin{array}{cc}-s&-b\\k&-\sigma \end{array}}\right)}
e applicando la formula per il calcolo della soluzione dei sistemi dinamici lineari nel caso di autovalori reali e distinti si ha :
{\displaystyle \left({\begin{array}{c}Y(t)\\r(t)\end{array}}\right)=\left({\begin{array}{c}Y_{*}\\r_{*}\end{array}}\right)+Pe^{\Lambda t}P^{-1}\left({\begin{array}{c}Y_{0}-Y_{*}\\r_{0}-r_{*}\end{array}}\right)+\int _{0}^{t}Pe^{\Lambda (t-\tau )}P^{-1}\left({\begin{array}{c}G(\tau )\\-m(\tau )\end{array}}\right)\mathrm {d} \tau }
con {\displaystyle P} matrice {\displaystyle 2\times 2} le cui colonne sono gli autovettori di A,{\displaystyle e^{\Lambda t}} matrice diagonale dove sulla diagonale principale vi sono gli esponenziali elevati a ciascun autovalore moltiplicato per {\displaystyle t}.
Applicando la formula per il calcolo della soluzione dei sistemi dinamici lineari nel caso di autovalori complessi coniugati si ha:
{\displaystyle \left({\begin{array}{c}Y(t)\\r(t)\end{array}}\right)=\left({\begin{array}{c}Y_{*}\\r_{*}\end{array}}\right)+T^{-1}e^{\alpha t}\left({\begin{array}{cc}\cos \omega t&\sin \omega t\\-\sin \omega t&\cos \omega t\end{array}}\right)T\left({\begin{array}{c}Y_{0}-Y_{*}\\r_{0}-r_{*}\end{array}}\right)+\left({\begin{array}{c}Y(t)\\r(t)\end{array}}\right)_{f}}
con
{\displaystyle T=\left({\begin{array}{cc}\alpha &\omega \\-\omega &\alpha \end{array}}\right)}
e
{\displaystyle \left({\begin{array}{c}Y(t)\\r(t)\end{array}}\right)_{f}=\int _{0}^{t}T^{-1}e^{\alpha (t-\tau )}\left({\begin{array}{cc}\cos \omega (t-\tau )&\sin \omega (t-\tau )\\-\sin \omega (t-\tau )&\cos \omega (t-\tau )\end{array}}\right)T\left({\begin{array}{c}G(\tau )\\-m(\tau )\end{array}}\right)\mathrm {d} \tau }
con {\displaystyle \alpha } e {\displaystyle \omega } rispettivamente parte reale e parte immaginaria degli autovalori complessi coniugati. 
Si nota che essendo {\displaystyle s}, {\displaystyle b}, {\displaystyle k}, {\displaystyle \sigma } quantità positive gli autovalori della matrice {\displaystyle A} sono sia nel caso reale che nel caso complesso coniugato con parte reale negativa quindi calcolando il limite per {\displaystyle t} tendente a infinito dello stato del sistema (vettore {\displaystyle 2\times 1} le cui componenti sono il PIL e il tasso di interesse) si nota che il PIL e il tasso di interesse convergono sempre verso lo stato stazionario, pertanto il modello IS LM è asintoticamente stabile. La convergenza verso lo stato stazionario può avvenire o crescendo o decrescendo oppure oscillando.

### Dinamica del Modello IS-LM nel dominio di s
Trasformando secondo Laplace ambo i membri del sistema di equazioni differenziali e lineari :
{\displaystyle \left({\begin{array}{c}{\dfrac {dY_{1}(t)}{dt}}\\{\dfrac {dr_{1}(t)}{dt}}\end{array}}\right)=A\left({\begin{array}{c}Y_{1}(t)\\r_{1}(t)\end{array}}\right)+\left({\begin{array}{c}G(t)\\-m(t)\end{array}}\right)}
si ottiene :
{\displaystyle s\left({\begin{array}{c}Y_{1}(s)\\r_{1}(s)\end{array}}\right)-\left({\begin{array}{c}Y_{0}-Y_{*}\\r_{0}-r_{*}\end{array}}\right)=A\left({\begin{array}{c}Y_{1}(s)\\r_{1}(s)\end{array}}\right)+\left({\begin{array}{c}G(s)\\-m(s)\end{array}}\right)}
che risulta uguale a :
{\displaystyle \left({\begin{array}{c}Y_{1}(s)\\r_{1}(s)\end{array}}\right)=(sI-A)^{-1}\left({\begin{array}{c}Y_{0}-Y_{*}\\r_{0}-r_{*}\end{array}}\right)+(sI-A)^{-1}\left({\begin{array}{c}G(s)\\-m(s)\end{array}}\right)}
In particolare risulta nel caso di autovalori della matrice A reali e distinti {\displaystyle \lambda _{1}\quad \lambda _{2}}:
{\displaystyle (sI-A)^{-1}={\dfrac {R_{1}}{s-\lambda _{1}}}+{\dfrac {R_{2}}{s-\lambda _{2}}}}
con :
{\displaystyle R_{1}=(sI-A)^{-1}(s-\lambda _{1})|_{s=\lambda _{1}}\quad R_{2}=(sI-A)^{-1}(s-\lambda _{2})|_{s=\lambda _{2}}}
Quindi risulta :
{\displaystyle \left({\begin{array}{c}Y_{1}(s)\\r_{1}(s)\end{array}}\right)=\left({\dfrac {R_{1}}{s-\lambda _{1}}}+{\dfrac {R_{2}}{s-\lambda _{2}}}\right)\left({\begin{array}{c}Y_{0}-Y_{*}\\r_{0}-r_{*}\end{array}}\right)+\left({\dfrac {R_{1}}{s-\lambda _{1}}}+{\dfrac {R_{2}}{s-\lambda _{2}}}\right)\left({\begin{array}{c}G(s)\\-m(s)\end{array}}\right)}
Antitrasformando secondo Laplace si ottiene :
{\displaystyle \left({\begin{array}{c}Y(t)\\r(t)\end{array}}\right)=\left({\begin{array}{c}Y_{*}\\r_{*}\end{array}}\right)+(R_{1}e^{\lambda _{1}t}+R_{2}e^{\lambda _{2}t})\left({\begin{array}{c}Y_{0}-Y_{*}\\r_{0}-r_{*}\end{array}}\right)+{\mathfrak {L}}^{-1}\left(\left({\dfrac {R_{1}}{s-\lambda _{1}}}+{\dfrac {R_{2}}{s-\lambda _{2}}}\right)\left({\begin{array}{c}G(s)\\-m(s)\end{array}}\right)\right)}
Nel caso di autovalori della matrice A complessi coniugati si ottiene :
{\displaystyle (sI-A)^{-1}={\dfrac {R_{1a}+jR_{1b}}{s-\alpha -j\omega }}+{\dfrac {R_{1a}-jR_{1b}}{s-\alpha +j\omega }}}
e quindi :
{\displaystyle (sI-A)^{-1}=2R_{1a}{\dfrac {s-\alpha }{(s-\alpha )^{2}+\omega ^{2}}}-2R_{1b}{\dfrac {\omega }{(s-\alpha )^{2}+\omega ^{2}}}}
con :
{\displaystyle R_{1}=R_{1a}+jR_{1b}=(sI-A)^{-1}(s-\alpha -j\omega )|_{s=\alpha +j\omega }}
Antitrasformando secondo Laplace si ottiene:
{\displaystyle \left({\begin{array}{c}Y(t)\\r(t)\end{array}}\right)=\left({\begin{array}{c}Y_{*}\\r_{*}\end{array}}\right)+(2R_{1a}e^{\alpha t}\cos \omega t-2R_{1b}e^{\alpha t}\sin \omega t)\left({\begin{array}{c}Y_{0}-Y_{*}\\r_{0}-r_{*}\end{array}}\right)+{\mathfrak {L}}^{-1}\left((sI-A)^{-1}\left({\begin{array}{c}G(s)\\-m(s)\end{array}}\right)\right)}

### Equazioni della curva LM
La curva LM indica tutte le possibili combinazioni dei livelli del reddito reale e del tasso di interesse per le quali vi è uguaglianza tra la domanda e l'offerta di moneta in termini reali. Si denotano in quanto segue il tasso di interesse prevalente nel mercato delle attività finanziarie con {\displaystyle \ i}, e il reddito nazionale con {\displaystyle \ Y}.
Si supponga esogena e costante l'offerta di moneta {\displaystyle \ M_{s}=M_{0}} (s sta per supply - offerta, in inglese, {\displaystyle \ M_{0}} indica una quantità data), e una domanda di moneta che dipende dal reddito, (considerando per semplicità una funzione lineare {\displaystyle \ z+kY}), e inversamente correlata al tasso di interesse, dunque tale che:
{\displaystyle \ M_{d}=kY+z-hi}
L'eguaglianza tra domanda e offerta ({\displaystyle \ M_{s}=M_{d}}) definisce la curva, o relazione di equilibrio nel mercato monetario, LM:
{\displaystyle \ i={\frac {1}{h}}(kY+z-M_{0})}
La scrittura sopra è equivalente a:
{\displaystyle \ Y={\frac {1}{k}}(M_{0}-z+hi)}
In particolare la prima equazione viene rappresentata su assi cartesiani con la variabile Y sull'asse delle ascisse e il tasso di interesse i su quello delle ordinate. La curva ha generalmente inclinazione positiva.
Dalle espressioni sopra discende che un aumento (riduzione) della quantità offerta di moneta {\displaystyle \ \Delta M_{0}} provocherà, ceteris paribus, una traslazione verso il basso (verso l'alto) della curva LM, per una distanza pari a {\displaystyle \ {\frac {1}{h}}\Delta M_{0}}, o equivalentemente, una traslazione verso destra (sinistra) per una distanza pari a {\displaystyle \ {\frac {1}{k}}\Delta M_{0}}.

### Equazioni della curva IS
Analogamente immaginando uno schema semplificato, senza spesa pubblica, tassazione e settore estero, il reddito nazionale è semplicemente uguale alla somma di consumi C e investimenti I:
{\displaystyle \ Y=C+I}
Si supponga ora che i consumi siano una funzione lineare del reddito nazionale, {\displaystyle \ C=C_{0}+cY}, dove {\displaystyle \ c} è detta propensione marginale al consumo, e ha valore compreso tra 0 e 1; la relazione implica che all'aumentare del reddito nazionale il consumo aggregato aumenti. Si assuma inoltre che gli investimenti siano una funzione lineare decrescente del tasso di interesse i, {\displaystyle \ I=I_{0}-bi}, dove {\displaystyle \ b} è maggiore di zero; in altre parole un aumento del tasso di interesse, aumentando il costo medio del finanziamento di un investimento, riduce l'ammontare di investimento osservato a livello aggregato nell'economia.
Sostituendo le espressioni per consumi e investimenti aggregati all'interno dell'espressione per il reddito nazionale, si giunge alla relazione di equilibrio nel mercato dei beni reali, o curva IS:
{\displaystyle \ Y={\frac {C_{0}+I_{0}}{1-c}}-{\frac {b}{1-c}}i}
L'equazione sopra può essere esplicitata per i, analogamente a quella relativa alla curva LM:
{\displaystyle \ i={\frac {C_{0}+I_{0}}{b}}-{\frac {1-c}{b}}Y}
Tale espressione può essere estesa al caso di un'economia in cui è presente l'imposizione fiscale in ammontare {\displaystyle \ T}, la spesa pubblica per l'acquisto di beni e servizi {\displaystyle \ G}, il settore estero, sinteticamente rappresentato dalle esportazioni nette {\displaystyle \ {\bar {X}}=X-M}, dove {\displaystyle \ X} denota le esportazioni, e {\displaystyle \ M} le importazioni. Il reddito nazionale è in tal caso pari a:
{\displaystyle \ Y=C+I+G-T+{\bar {X}}}
Ad esempio, si può ipotizzare che la tassazione sia una funzione affine del reddito nazionale: {\displaystyle \ T=T_{0}+\tau Y}, con {\displaystyle \ \tau } compreso tra 0 e 1; l'introduzione della tassazione consente inoltre di distinguere tra reddito {\displaystyle \ Y} e reddito disponibile, {\displaystyle \ Y_{d}=Y-T}, da cui dipendono i consumi. Si potrebbe inoltre sviluppare una qualche forma funzionale per le esportazioni nette {\displaystyle \ {\bar {X}}}, che ad esempio possono dipendere dal tasso di cambio, a sua volta dipendente dal differenziale tra il tasso di interesse nel mercato nazionale e quello medio prevalente sui mercati internazionali. Per sostituzione di tali relazioni nell'espressione per il reddito nazionale si otterrà ancora una curva IS; tralasciando per semplicità considerazioni relative alle esportazioni nette, di seguito trattate come una costante esogena, si ha:
{\displaystyle \ I=I_{0}-bi}
{\displaystyle \ T=T_{0}+\tau Y}
{\displaystyle \ C=C_{0}+cY_{d}=C_{0}-cT_{0}+c(1-\tau )Y}
Sostituendo, la curva IS è data da:
{\displaystyle \ Y={\frac {C_{0}-(1-c)T_{0}+I_{0}+G+{\bar {X}}}{1-c(1-\tau )}}-{\frac {b}{1-c(1-\tau )}}i}
Così come la curva LM, la curva IS è normalmente rappresentata con i valore del reddito nazionale Y sull'asse delle ascisse e quelli del tasso di interesse su quello delle ordinate. Le equazioni sopra indicano che una variazione della spesa autonoma per consumi {\displaystyle \ \Delta C_{0}} o degli investimenti autonomi {\displaystyle \ \Delta I_{0}} provocherà una traslazione verso destra-sinistra della curva IS per una distanza {\displaystyle \ {\frac {1}{1-c}}\Delta C_{0}} o {\displaystyle \ {\frac {1}{1-c}}\Delta I_{0}} nel caso del modello semplificato, con effetti analoghi nel caso del modello esteso. Con riferimento a quest'ultimo, è possibile osservare che un aumento (riduzione) della spesa pubblica per beni e servizi {\displaystyle \ \Delta G} ha, ceteris paribus, l'effetto di traslare verso destra (sinistra) la curva IS per una distanza {\displaystyle \ {\frac {1}{(1-c)(1-\tau )}}\Delta G}.

### Equilibrio simultaneo nei mercati dei beni reali e delle attività finanziarie
Unendo infine le curve IS e LM si ottiene un'espressione per il tasso di interesse che realizza l'equilibrio simultaneo nel mercato dei beni reali e delle attività finanziarie, pari a:
{\displaystyle \ i^{*}={\frac {kb+(1-c)h}{kb}}\left(k{\frac {C_{0}+I_{0}}{1-c}}-M_{0}+z\right)}
Il reddito nazionale di equilibrio è inoltre dato da:
{\displaystyle \ Y^{*}={\frac {b}{kb+h(1-c)}}\left(h{\frac {C_{0}+I_{0}}{b}}+M_{0}-z\right)}
Nel caso del modello esteso, comprendente spesa pubblica, imposizione ed esportazioni nette, le espressioni sopra sono ovviamente più complicate, restando tuttavia invariata la logica del modello.

## Analisi del comportamento dell'economia attraverso gli spostamenti delle curve IS-LM

### Politica fiscale
La politica fiscale è messa in atto dallo stato facendo variare le Tasse (T) o le Spese statali (G). Questa politica influenza direttamente la curva IS in due differenti maniere:
Una diminuzione delle tasse o un aumento delle spese statali comporta graficamente uno spostamento della curva IS verso destra.
Un aumento delle tasse o una diminuzione delle spese statali comporta uno spostamento della curva IS verso sinistra.
Il "moltiplicatore keynesiano", dal nome del suo scopritore (o inventore, secondo l'opinione epistemologica che si ha della scienza economica) John Maynard Keynes (in realtà l'invenzione del moltiplicatore, secondo L.L. Pasinetti, è da attribuirsi al suo allievo prediletto Richard Kahn; all'inizio, J.M. Keynes era alquanto titubante nell'utilizzare tale invenzione perché avrebbe stravolto il paradigma economico prevalente del periodo), è l'effetto per cui un incremento della domanda aggregata derivante appunto da un aumento delle componenti autonome, come spesa pubblica, consumo delle famiglie, investimenti...ecc. genera un aumento più che proporzionale nel reddito di equilibrio. In altre parole quello che Keynes afferma è che è possibile aumentare il reddito (e l'occupazione) incentivando la domanda aggregata AD. Il modo migliore per incentivare la domanda aggregata è quello di effettuare politiche di spesa pubblica G (infatti AD è composta, oltre che da C, I ed NX (esportazioni nette), anche da G; il modello è basato sull'economia chiusa, quindi NX non sarebbe comunque presente). Ancora oggi, tutte le politiche di sostegno pubblico alla domanda aggregata vengono definite "keynesiane", con riferimento a questa teoria.

### Politica monetaria
La politica monetaria è messa in atto dall'autorità monetaria facendo variare la quantità di moneta circolante ({\displaystyle \ M_{0}}) presente sul mercato. Questa politica influenza direttamente la curva LM in due differenti maniere:
Un aumento di {\displaystyle \ M_{0}} determina graficamente uno spostamento della curva LM verso destra.
Una diminuzione di {\displaystyle \ M_{0}} determina graficamente uno spostamento della curva LM verso sinistra.
Tuttavia il concetto di rappresentazione della curva LM come una retta obliqua è ormai superato. Essa, infatti, viene rappresentata nei manuali di macroeconomia più aggiornati (ad esempio la nuova edizione scritta da Blanchard nel 2015) come una retta orizzontale che indica il tasso di interesse stabilito dalle Banche Centrali.

## Analisi degli effetti della politica economica nel modello IS-LM
Si esaminano di seguito gli effetti della politica economica nel contesto del modello IS-LM; è importante precisare che, a scopo semplificativo, l'analisi è basata sull'ipotesi di un'economia chiusa al commercio estero, o tale per cui gli effetti legati alle esportazioni/importazioni siano trascurabili.

### Politica fiscale
La politica fiscale agisce tramite la spesa pubblica per l'acquisto di beni e servizi, {\displaystyle \ G} nella notazione sopra, e tramite l'imposizione fiscale {\displaystyle \ T}. Una variazione di una o entrambe le grandezze si rifletterà sui valori di equilibrio del reddito nazionale e del tasso di interesse prevalente sul mercato, simultaneamente determinati nel contesto del modello IS-LM; un'analisi di tali effetti sull'equilibrio è definita esercizio di statica comparata.
A seconda delle ipotesi sul valore dei parametri che figurano nelle equazioni del modello, la politica fiscale produce effetti assai diversi, illustrati di seguito e in figura.
Al fine di illustrare tale conclusione, si consideri il caso di una politica fiscale espansiva, in cui cioè si aumenta la spesa pubblica per beni e servizi {\displaystyle \ G}. Ciò comporta, per quanto visto sopra, una traslazione verso destra della curva IS; l'effetto netto sull'equilibrio dipende dall'interazione con la curva LM.
Una prima possibilità (caso generale) è che la curva LM abbia pendenza positiva; in tal caso l'aumento della spesa pubblica provoca un aumento del reddito nazionale (da {\displaystyle \ Y_{0}} a {\displaystyle \ Y_{1}}) ma anche un aumento del tasso di interesse (da {\displaystyle \ i_{0}} a {\displaystyle \ i_{1}}). Ciò provoca una parziale riduzione degli investimenti, il cui costo aumenta all'aumentare del tasso di interesse - si parla di spiazzamento degli investimenti; così che il reddito nazionale aumenta in misura minore rispetto a quanto avverrebbe in assenza di variazioni del tasso di interesse.
Questo primo caso è intermedio rispetto a due casi "estremi", associati ai punti di vista classico e Keynesiano, che si contrappongono nella teoria macroeconomica. Il punto di vista classico è che la domanda di moneta sia insensibile a variazioni del tasso di interesse: nella notazione sopra adottata, {\displaystyle \ h=0}, così che la curva LM è verticale. In tal caso una politica fiscale espansiva che trasli verso destra la curva IS non ha alcun potere di alterare il livello del reddito nazionale; l'intero effetto della politica fiscale si scarica infatti sul tasso di interesse, con il completo spiazzamento degli investimenti da parte della spesa pubblica.
Il punto di vista Keynesiano è invece che la domanda di moneta sia infinitamente sensibile a variazioni del tasso di interesse, e che {\displaystyle \ h\rightarrow \infty }, così che la curva LM è orizzontale.

### Politica monetaria
L'analisi della politica monetaria nell'ambito del modello IS-LM è analoga al caso della politica fiscale; anche qui si distingue tra ipotesi generale, classica, e Keynesiana, illustrate di seguito e in figura.
Onde illustrare il funzionamento del modello, si consideri una politica monetaria espansiva, che aumenti l'offerta di moneta {\displaystyle \ M_{0}}. Nel caso generale, ciò provoca una traslazione verso destra della curva LM, che riduce il livello del tasso di interesse; ciò causa a sua volta un aumento degli investimenti, incrementando il reddito nazionale. Nel caso classico, l'effetto è ancora più pronunciato, poiché la curva LM è verticale; nel caso Keynesiano per contro, essendo la curva LM orizzontale, non si produce alcun effetto sul tasso di interesse né, di conseguenza, sul reddito nazionale.

### Quali conclusioni per la politica economica?
Come illustrato sopra, gli effetti della politica economica possono essere assai differenti a seconda delle ipotesi sui valori dei parametri del modello IS-LM considerati. Le conclusioni esposte sopra hanno suggerito l'attribuzione di colorazioni "politiche" alle diverse scuole di pensiero: a causa della maggiore efficacia della politica fiscale sotto le ipotesi Keynesiane, la scuola Keynesiana è considerata fautrice di un rilevante intervento dello Stato nell'economia; per contro, la scuola classica è reputata più favorevole a una politica di laissez-faire. Inutile precisare che tali interpretazioni sono legate a notevoli semplificazioni dei pensieri Keynesiano e (neo-) classico, e che attribuire a questi una connotazione politica non è più sensato che attribuirla, ad esempio, alla meccanica Newtoniana o a quella quantistica nell'ambito della fisica. Il messaggio dell'analisi di statica comparata condotta, con strumenti euristici, sopra, è che lo studio degli effetti della politica economica non può prescindere da un'analisi empirica delle condizioni dell'economia, volta a determinare quale delle ipotesi considerate (generale, Keynesiana, classica) sia maggiormente fondata.

## Popolarità del modello IS-LM
Il modello IS-LM è stato a lungo il modello di riferimento per valutare le conseguenze della politica economica. A partire dagli anni settanta, tuttavia, è stato oggetto di crescenti critiche da parte delle scuole di pensiero neoclassica e monetarista, a causa della difficoltà di trattare i problemi relativi all'inflazione, particolarmente feroce in quel decennio. La scuola monetarista inoltre, seguendo l'argomentazione dell'economista Robert Lucas, critica il modello per l'assenza di una trattazione esplicita delle aspettative concernenti la politica economica. L'approccio IS-LM presta inoltre il fianco alle critiche dei sostenitori della microfondazione della macroeconomia, ossia della posizione per cui i modelli macroeconomici dovrebbero essere basati su rigorose fondamenta microeconomiche che giustifichino le relazioni formulate a livello aggregato, piuttosto che muovere da premesse generali concernenti variabili aggregate come quelle presentate sopra.
Viceversa gli economisti post-keynesiani rifiutano il modello IS-LM di Hicks, in quanto lo ritengono un'interpretazione indebita del pensiero di Keynes, che tradisce i principi più innovativi della Teoria generale, riportandoli nell'ambito dell'equilibrio economico generale (J. Robinson definiva sprezzantemente questo approccio “keynesismo bastardo”).
Allo stato attuale (2005) al modello IS-LM è riconosciuta una indubbia validità euristica, nonché validità come buona approssimazione in condizioni di inflazione moderata.